# میکائیل مانوکیان (سیاستمدار)
میکائیل واغیناکی مانوکیان (ارمنی: Միքայել Վաղինակի Մանուկյան؛ زاده ۱۰ آوریل ۱۹۶۷) یک سیاستمدار اهل ارمنستان است. وی نماینده دوره‌های چهارم و پنجم مجلس ملی جمهوری ارمنستان بوده‌است.